# Miles McBride
Miles James „Deuce” McBride (ur. 8 września 2000 w Cincinnati) – amerykański koszykarz, występujący na pozycji rozgrywającego, obecnie zawodnik New York Knicks.
Grał w college’u dla West Virginia Mountaineers.
W dniu 29 lipca 2021 McBride został wybrany przez Oklahoma City Thunder w drugiej rundzie draftu NBA, a następnie sprzedany do New York Knicks. 6 sierpnia 2021 McBride podpisał debiutancki kontrakt z New York Knicks.